# Coupe Mitropa 1956
 (mai 2020).
Si vous disposez d'ouvrages ou d'articles de référence ou si vous connaissez des sites web de qualité traitant du thème abordé ici, merci de compléter l'article en donnant les références utiles à sa vérifiabilité et en les liant à la section « Notes et références ».
Navigation
Édition précédente Édition suivante
La Coupe Mitropa 1956 est la seizième édition de la Coupe Mitropa. C'est la seconde édition de cette compétition après la Seconde Guerre mondiale étant donné que la coupe Zentropa est une édition non officielle.

## Compétition
Les matchs sont en format aller-retour. 

### Quarts de finale
| Équipe 1                 | Résultat | Équipe 2          | Aller | Retour | Appui |
| ------------------------ | -------- | ----------------- | ----- | ------ | ----- |
| Rapid Vienne             | 4 - 3    | Slovan Bratislava | 3 - 0 | 1- 3   |       |
| Admira Vienne            | 2-2      | FK Partizan       | 1-1   | 1-1    | 0-4   |
| Étoile rouge de Belgrade | 4 - 6    | MTK Budapest FC   | 1- 1  | 3-5    |       |
| Vasas SC                 | 4-2      | FK Dukla Prague   | 2-0   | 2-2    |       |

### Demi-finales
| Équipe 1     | Résultat | Équipe 2        | Aller | Retour |
| ------------ | -------- | --------------- | ----- | ------ |
| Rapid Vienne | 7-6      | MTK Budapest FC | 3-3   | 4-3    |
| FK Partizan  | 2-6      | Vasas SC        | 1-0   | 1-6    |

### Finale
| Équipe 1     | Résultat | Équipe 2 | Aller | Retour | Appui |
| ------------ | -------- | -------- | ----- | ------ | ----- |
| Rapid Vienne | 4-4      | Vasas SC | 3-3   | 1-1    | 2-9   |